# Lista das composições de Ludwig van Beethoven

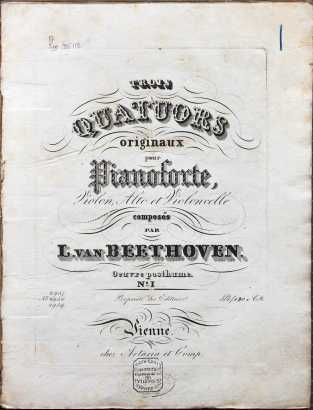
Quartetos de piano de Beethoven, página de título (1ª publicação de 1828)

Todas as obras de Ludwig van Beethoven, segundo a classificação organizada pelo próprio compositor.
| Número de obras | Nome | Data de composição |
| --------------- | --- | ------------------ |
| op.1 n.1        | 1.º Trio para piano, violino e violoncelo em mi bemol maior                                               | 1793               |
| op.1 n.2        | 2.º Trio para piano, violino e violoncelo em sol maior                                                    | 1793-1794          |
| op.1 n.3        | 3.º Trio para piano, violino e violoncelo em dó menor                                                     | 1794               |
| op.2 n.1        | 1ª sonata para piano em fá menor                                                                          | 1794               |
| op.2 n.2        | 2° Sonata para piano em lá maior                                                                          | 1795               |
| op.2 n.3        | 3ª Sonata para piano em dó maior                                                                          | 1795               |
| op.3            | 1.º Trio para violino, viola e violoncelo (1° Trio de Cordas) em mi bemol maior                           | 1796               |
| op.4            | 1.º Quinteto de cordas                                                                                    | 1795-1796          |
| op.5 n.1        | 1.ª Sonata para violoncelo e piano em fá maior                                                            | 1796               |
| op.5 n.2        | 2.ª Sonata para violoncelo e piano em sol menor                                                           | 1796               |
| op.6            | Sonata para piano a quatro mãos                                                                           | 1796-1797          |
| op.7            | 4.ª Sonata para piano em mi bemol maior - "Grande Sonata"                                                 | 1796-1797          |
| op.8            | Serenata para violino, viola e violoncelo em ré maior                                                     | 1796-1797          |
| op.9 n.º 1      | 2.º Trio de cordas em sol maior                                                                           | 1796-1798          |
| op.9 n.º 2      | 3.º Trio de cordas em ré maior                                                                            | 1796-1798          |
| op.9 n.º 3      | 4.º Trio de cordas em dó menor                                                                            | 1796-1798          |
| op.10 n.º 1     | 5.ª Sonata para piano em dó menor                                                                         | 1796-1798          |
| op.10 n.º 2     | 6.ª Sonata para piano em fá maior                                                                         | 1796-1798          |
| op.10 n.º 3     | 7.ª Sonata para piano em ré maior                                                                         | 1796-1798          |
| op.11           | 4.º Trio para piano, clarineta (ou violino) e violoncelo em si bemol maior                                | 1798               |
| op.12 n.º 1     | 1.ª Sonata para piano e violino em ré maior                                                               | 1797-1798          |
| op.12 n.º 2     | 2.ª Sonata para piano e violino em lá maior                                                               | 1797-1798          |
| op.12 n.º 3     | 3.ª Sonata para piano e violino em mi bemol maior                                                         | 1797-1798          |
| op.13           | 8.ª Sonata para piano em dó menor "Patética"                                                              | 1798-1799          |
| op.14 n.1       | 9.ª Sonata para piano em mi maior                                                                         | 1798-1799          |
| op.14 n.2       | 10.ª Sonata para piano em sol maior                                                                       | 1798-1799          |
| op.15           | 1° Concerto para piano e orquestra em dó maior                                                            | 1798-1799          |
| op.16           | Quinteto para piano e sopros                                                                              | 1796               |
| op.17           | Sonata para piano e trompa (ou violoncelo)                                                                | 1800               |
| op.18 n.1       | 1.º Quarteto de cordas em fá maior                                                                        | 1798-1800          |
| op.18 n.2       | 2.º Quarteto de cordas em sol maior                                                                       | 1798-1800          |
| op.18 n.3       | 3.º Quarteto de cordas em ré maior                                                                        | 1798-1800          |
| op.18 n.4       | 4.º Quarteto de cordas em dó menor                                                                        | 1798-1800          |
| op.18 n.5       | 5.º Quarteto de cordas em lá maior                                                                        | 1798-1800          |
| op.18 n.6       | 6.º Quarteto de cordas em si bemol maior                                                                  | 1798-1800          |
| op.19           | 2.º Concerto para piano e orquestra em si bemol maior                                                     | 1794-1795-1798     |
| op.20           | Septeto para clarinete, trompa, fagote, violino, viola, violoncelo e contrabaixo                          | 1799-1800          |
| op.21           | 1° Sinfonia em Dó Maior                                                                                   | 1799-1800          |
| op.22           | 11.ª Sonata para piano em si bemol maior                                                                  | 1799-1800          |
| op.23           | 4.ª Sonata para piano e violino em lá menor                                                               | 1800-1801          |
| op.24           | 5.ª Sonata para piano e violino em fá maior "A Primavera"                                                 | 1800-1801          |
| op.25           | Serenata para flauta, violino e viola                                                                     | 1795-1796          |
| op.26           | 12.ª Sonata para piano em lá bemol maior "Marcha Fúnebre"                                                 | 1800-1801          |
| op.27 n.1       | 13.ª Sonata para piano em mi bemol maior                                                                  | 1801               |
| op.27 n.2       | 14.ª Sonata para piano em dó sustenido menor "Ao Luar"                                                    | 1801               |
| op.28           | 15.ª Sonata para piano em ré maior "Pastoral"                                                             | 1801               |
| op.29           | 2.º Quinteto para cordas                                                                                  | 1801               |
| op.30 n.1       | 6.ª Sonata para piano e violino em lá maior                                                               | 1802               |
| op.30 n.2       | 7.ª Sonata para piano e violino em dó menor                                                               | 1802               |
| op.30 n.3       | 8.ª Sonata para piano e violino em sol maior                                                              | 1802               |
| op.31 n.1       | 16.ª Sonata para piano em sol maior                                                                       | 1802               |
| op.31 n.2       | 17.ª Sonata para piano em ré menor "A Tempestade"                                                         | 1802               |
| op.31 n.3       | 18.ª Sonata para piano em mi bemol maior                                                                  | 1802               |
| op.32           | Canção: An die Hoffnung para voz e piano                                                                  | 1805               |
| op.33           | Sete Bagatelas para piano                                                                                 | 1800-1802          |
| op.34           | Seis variações para piano                                                                                 | 1802               |
| op.35           | Quinze variações e fuga para piano (sobre um tema de "As Criaturas de Prometeu") - "Variações Prometheus" | 1802               |
| op.36           | 2.ª Sinfonia in ré maior                                                                                  |                    |
| op.37           | 3° Concerto para piano e orquestra em dó menor                                                            | 1800-1802          |
| op.38           | Trio para piano, clarinete (ou violino) e violoncelo, arranjado do op.20                                  | 1803               |
| op.39           | Dois Prelúdios para piano ou órgão                                                                        | 1789               |
| op.40           | Romance para violino e orquestra n.º 1 em sol maior                                                       | 1802               |
| op.41           | Serenata para piano e flauta (arranj. op.25)                                                              | 1803               |
| op.42           | Noturno para piano e viola (arranj. op.8)                                                                 | 1803               |
| op.43           | As Criaturas de Prometeu                                                                                  | 1800-1801          |
| op.44           | 14 variações para piano, violino e violoncelo em mi bemol maior                                           | 1800               |
| op.45 n.1       | 1.ª Marcha para piano a quatro mãos                                                                       | 1802-1803          |
| op.45 n.2       | 2.ª Marcha para piano a quatro mãos                                                                       | 1802-1803          |
| op.45 n.3       | 3.ª Marcha para piano a quatro mãos                                                                       | 1802-1803          |
| op.46           | Canção: Adelaide para voz e piano                                                                         | 1795-1796          |
| op.47           | 9.ª Sonata para violino e piano "Kreutzer"                                                                | 1802-1803          |
| op.48           | Seis canções para voz e piano (sobre poemas de Gellert)                                                   | 1803               |
| op.49 n.1       | 19.ª Sonata para piano em sol menor                                                                       | 1788               |
| op.49 n.2       | 20.ª Sonata para piano em sol maior                                                                       | 1796               |
| op.50           | Romance para violino e orquestra nº 2 em fá maior                                                         | 1802               |
| op.51 n.1       | 1.º rondò para piano                                                                                      | 1797               |
| op.51 n.2       | 2.º rondò para piano em sol maior                                                                         | 1800               |
| op.52           | Oito canções para voz e piano (sobre textos de vários autores)                                            | 1785-1793          |
| op.53           | 21.ª Sonata para piano em dó maior "Waldstein"                                                            | 1803-1804          |
| op.54           | 22.ª Sonata para piano em fá maior                                                                        | 1804               |
| op.55           | 3.ª Sinfonia em mi bemol maior "Eroica"                                                                   | 1802-1804          |
| op.56           | Concerto Tríplice para piano, violino, violoncelo e orquestra                                             | 1803-1804          |
| op.57           | 23.ª Sonata para piano em fá menor "Appasionata"                                                          | 1804-1805          |
| op.58           | 4.º Concerto para piano e orquestra                                                                       | 1806               |
| op.59 n.1       | 7.º Quarteto de cordas em fá maior                                                                        | 1806               |
| op.59 n.2       | 8.º Quarteto de cordas em mi menor                                                                        | 1806               |
| op.59 n.3       | 9.º Quarteto de cordas em dó maior                                                                        | 1806               |
| op.60           | 4º Sinfonia in si bemol maior                                                                             | 1806               |
| op.61           | Concerto para violino e orquestra                                                                         | 1806-1807          |
| op.62           | Abertura "Coriolano"                                                                                      | 1807               |
| op.63           | Trio para violino, violoncelo e piano (trascr. op.4)                                                      | 1807               |
| op.64           | Sonata para violoncelo e piano (trascr. op.3)                                                             | 1807               |
| op.65           | "Ah! Perfido" cena e ária para soprano e orquestra                                                        | 1795-1796          |
| op.66           | 12 Variações para violoncelo e piano                                                                      | 1798               |
| op.67           | 5° Sinfonia in dó menor                                                                                   | 1807-1808          |
| op.68           | 6° Sinfonia in fa maggiore "Pastoral"                                                                     | 1807-1808          |
| op.69           | 3.ª Sonata per violoncelo e piano                                                                         | 1808               |
| op.70 n.1       | 5.º Trio para violino, violoncelo e piano em ré maior "Trio Fantasma n° 1"                                | 1808               |
| op.70 n.2       | 6.º Trio para violino, violoncelo e piano em mi bemol maior                                               | 1808               |
| op.71           | Sexteto para sopros                                                                                       | 1796               |
| op.72           | Fidelio - Ópera em dois atos                                                                              | 1805-1806-1814     |
| op.73           | 5.º Concerto para piano e orquestra "Imperador"                                                           | 1809               |
| op.74           | 10.º Quarteto de cordas em mi bemol maior "Harpa"                                                         | 1809               |
| op.75           | Seis canções para voz e piano (sobre textos de vários autores)                                            | 1809               |
| op.76           | Seis Variações para piano                                                                                 | 1809               |
| op.77           | Fantasia para piano                                                                                       | 1809               |
| op.78           | 24.ª Sonata para piano em fá sustenido maior "Pour Thérèse"                                               | 1809               |
| op.79           | 25.ª Sonata para piano em sol maior                                                                       | 1809               |
| op.80           | Fantasia para piano, coro e orquestra                                                                     | 1809-1810          |
| op.81a          | 26.ª Sonata para piano em mi bemol maior "Les adieux, L'absence, Le retour"                               | 1809-1810          |
| op.81b          | Sexteto para quarteto de cordas e duas trompas em mi bemol maior                                          | 1794               |
| op.82           | Quatro arietas e um dueto para voz e piano                                                                | 1795-1796          |
| op.83           | Três canções sobre poemas de Goethe para voz e piano                                                      | 1809-1810          |
| op.84           | "Egmont" - Abertura e Música de cena sobre um texto de Goethe                                             | 1809-1810          |
| op.85           | "Cristo no Monte das Oliveiras" para solistas, coro e orquestra                                           | 1801-1803          |
| op.86           | Missa em Dó Maior                                                                                         | 1807               |
| op.87           | Trio para dois oboés e corninglês                                                                         | 1793-1794          |
| op.88           | Canção: "Lebensglück                                                                                      | 1803               |
| op.89           | Polonaise para piano                                                                                      | 1814               |
| op.90           | 27.ª Sonata para piano                                                                                    | 1814               |
| op.91           | "A Vitória de Wellington" para orquestra                                                                  | 1813               |
| op.92           | 7° Sinfonia in lá maior                                                                                   | 1811-1812          |
| op.93           | 8° Sinfonia in fá maior                                                                                   | 1812               |
| op.94           | Canção: "An die Hoffnung" (seconda versione)                                                              | 1813               |
| op.95           | 11.° Quarteto de Cordas em fá menor "Serioso"                                                             | 1810               |
| op.96           | 10.ª Sonata para piano e violino                                                                          | 1812               |
| op.97           | 7.º Trio para violino, violoncelo e piano em mi bemol maior "Arquiduque"                                  | 1811               |
| op.98           | Ciclo de canções: "An die ferne Gelibte" (À Bem Amada Distante) para voz e piano                          | 1815-1816          |
| op.99           | Canção: "Der mann von Wort" para voz e piano                                                              | 1816               |
| op.100          | "Merkenstein" para voz e piano                                                                            | 1815               |
| op.101          | 28° Sonata para piano em lá maior                                                                         | 1815-1816          |
| op.102 n.1      | 4° Sonata per piano e violoncelo                                                                          | 1815               |
| op.102 n.2      | 5° Sonata per piano e violoncelo                                                                          | 1815               |
| op.103          | Octeto para 2 oboés, 2 clarinetes, 2 trompas e 2 fagotes, em mi bemol maior                               | 1792               |
| op.104          | 3° Quinteto de cordas (trascr. op.1 n.3)                                                                  | 1817               |
| op.105          | Seis temas variados para piano e flauta (ou violino)                                                      | 1817-1818          |
| op.106          | Sonata para piano n.º 29 em si bemol maior "Hammerklavier"                                                | 1817-1818          |
| op.107          | Dez temas variados para piano e flauta (ou violino)                                                       | 1817-1818          |
| op.108          | 25 Canções Escocesas para voz, piano, violino e violoncelo                                                | 1815-1816          |
| op.109          | Sonata para piano n.º 30 em mi maior                                                                      | 1820               |
| op.110          | Sonata para piano n.º 31 em lá bemol maior                                                                | 1820-1821          |
| op.111          | Sonata para piano n.º 32 em dó menor                                                                      | 1820-1822          |
| op.112          | Duas Canções para voz e piano sobre textos de Goethe                                                      | 1815               |
| op.113          | "As Ruínas de Atenas" abertura e oito peças para orquestra                                                | 1811               |
| op.114          | Marcha com coro para "A Consagração da Casa"                                                              | 1822               |
| op.115          | Abertura "Zur Namensfeier"                                                                                | 1815               |
| op.116          | Terceto para soprano, tenor, baixo e orquestra "Tremate empi, tremate!"                                   | 1802-1814          |
| op.117          | "Rei Estêvão", abertura e nove peças para orquestra                                                       | 1811               |
| op.118          | Canto elegíaco para quatro vozes e quarteto de cordas                                                     | 1814               |
| op.119          | 12 Bagatelas para piano                                                                                   | 1820-1822          |
| op.120          | 33 Variações sobre uma valsa de Diabelli para piano                                                       | 1819-1823          |
| op.121a         | Variações para piano, violino e orquestra                                                                 | 1815-1816          |
| op.121b         | "Opferlied" para soprano e orquestra                                                                      | 1796-1824          |
| op.122          | "Bundeslied" para soprano, contralto, coro, 2 clarinetas, 2 fagotes e 2 trompas                           | 1822               |
| op.123          | Missa em Ré Maior "Missa solemnis"                                                                        | 1818-1822          |
| op.124          | Abertura "Consagração da Casa"]                                                                           | 1822               |
| op.125          | 9.° sinfonia em ré menor "Coral"                                                                          | 1822-1824          |
| op.126          | Seis Bagatelas para piano                                                                                 | 1823-1824          |
| op.127          | 12.° Quarteto de cordas em mi bemol maior                                                                 | 1822-1825          |
| op.128          | Arieta "O Beijo" para voz e piano                                                                         | 1798-1822          |
| op.129          | Rondò para piano em sol maior "Raiva por um centavo perdido"                                              | 1795               |
| op.130          | 13.° Quarteto de cordas em si bemol maior                                                                 | 1825-1826          |
| op.131          | 14.° Quarteto de cordas em dó sustenido menor                                                             | 1826               |
| op.132          | 15.° Quarteto de cordas em lá menor                                                                       | 1825               |
| op.133          | Grande Fuga para Quarteto de cordas                                                                       | 1825               |
| op.134          | Grande fuga para piano a quatro mãos (trascr. op.133)                                                     | 1826               |
| op.135          | 16.° Quarteto de cordas em fá maior                                                                       | 1826               |
| op.136          | Cantata "Der glorreiche Augenblick" (O Momento Glorioso) para solistas, coro e orquestra                  | 1814               |
| op.137          | Fuga para Quinteto de cordas                                                                              | 1817               |
| op.138          | Abertura "Leonora n.º 1"                                                                                  | 1805               |